# Sick of It All
Sick of It All (SOIA) — американская хардкор-панк-группа, сформированная в Нью-Йорке в 1986 году братьями Лу и Питом Коллерами, впоследствии ставшая одной из наиболее выдающихся команд на Нью-Йоркской хардкор-сцене.
Хотя их дебютный альбом Blood, Sweat and No Tears 1989 года не был успешным, Sick Of It All достигли коммерческого успеха со следующими альбомами. После выхода их второго альбома 1992 Just Look Around' East West Records увидели потенциал группы и подписали их в 1993 году. Третьим альбомом группы стал Scratch the Surface, выпущенный в 1994 году. Синглами с альбома стали «Scratch the Surface» и «Step Down» (клип на «Step Down» был показан в 1995 году в сериале Бивис и Баттхед в эпизоде «Преждевременная Эвакуация»). Их следующий альбом Built to Last, вышедший в 1997 году, также был высоко оценен критиками. Несмотря на успех Built to Last, Sick Of It All расторгли контракт с East West и подписались на Fat Wreck Chords в 1998 году, который выпустил следующие три их альбома. Семь лет спустя контракт Sick Of It All с Fat Wreck Chords был закончен и они подписали контракт с Abacus Records, дочерней компанией Century Media. На этом лейбле они выпустили свой восьмой студийный альбом Death to Tyrants в 2006 году, который получил положительные отзывы (Abacus в конце концов вышел из бизнеса, хотя Sick Of It All останутся на Century Media). После Death to Tyrants выходит Based on a True Story в 2010 году.

## История

### Ранняя карьера (1986—1992)
Группа была сформирована в 1986 году в Квинсе, Нью-Йорк. Sick Of It All формировалась с хардкор-группами Straight Ahead и Rest In Pieces; позже в группе начали играть барабанщик Арман Маджиди и бас-гитарист Крэйг Сетари. Маджиди присоединился к братьям Коллерам и Рику Киприано на записи демо в 1987 году. Группа начала играть в воскресные дни в известном месте CBGB и вскоре после этого выпустила одноименную семидюймовую пластинку на Revelation Records (которая позже была переиздана по случаю десятой годовщины её выхода в 1997 году).
В 1988 году, Sick Of It All подписали контракт с Relativity Records и записали свой первый полноформатный альбом Blood, Sweat and No Tears, который был выпущен в 1989 году. Альбом Just Look Around был выпущен в 1992 году.

### Рост популярности (1993—1997)
Sick Of It All выпустили свой третий альбом Scratch the Surface на крупном лейбле EastWest Records. Они также сняли клип на песню «Step Down» и заглавный трек «Scratch The Surface». Запись была произведена с давним другом и бывшим участником Straight Ahead, Rest In Pieces, Youth of Today и Agnostic Front бас-гитаристом Крэйгом Сетари, сменившим Рика Киприано в начале 1993 года.
Справедливый успех альбома Scratch the Surface позволил группе гастролировать по всему миру. В 1997 году они выпустили свой второй альбом Built to Last на EastWest. Эта запись была выпущена c живыми песнями группы «Us vs. Them», «Busted» и «Good Lookin' Out.». Альбом также ознаменовал конец контракта Sick Of It All с EastWest.

### The Fat Wreck Chords (1998—2004)
В 1998 году Sick Of It All подписали контракт с независимым лейблом The Fat Wreck Chords, которым владеет и управляет Фэт Майк из NOFX. После выпуска сингла «Potential For A Fall» на него было снято видео. Следующий альбом Call To Arms был выпущен в феврале 1999 года.
В 2000 году группа выпустила альбом Yours Truly, менее успешный, по мнению критиков. Несмотря на наличие некоторых живых треков, включая «Blown Away», «The Bland Within», «District» и «America», некоторые фанаты чувствовали себя отчужденными от прогрессивного характера альбома, и в одном из недавних интервью вокалист Лу Коллер заявил, что обложка альбома, вероятно, способствовала его плохому приему.
В 2001 году Sick Of It All выпустили домашнее видео «The Story So Far», а годом позже был выпущен живой альбом Live In A Dive на Fat Wreck Chords. В альбоме представлены треки с Sick Of It All за всю и карьеру до 2002 года.
В 2003 году Sick Of It All выпустили свой седьмой студийный альбом — Life on the Ropes. В 2004 году группа выпустила альбом би-сайдов и редких треков, озаглавив его Outtakes for the Outcast.

### Последние действия и будущее группы (2005-настоящее время)
В начале 2005 года Sick Of It All подписали контракт с Abacus Recordings, чтобы записать в итоге Life on the Ropes. Новый альбом под названием Death to Tyrants был выпущен 18 апреля 2006 года. Группа гастролировала с AFI и The Dear & Departed в начале 2007 года.
24 апреля 2007 года был выпущен трибьют под названием Our Impact Will Be Felt, включающий в себя исполнения таких артистов как Bane, Bleeding Through, The Bouncing Souls, Ignite, Comeback Kid, Hatebreed, Himsa, Madball, Most Precious Blood, Napalm Death, Pennywise, Rise Against, Sepultura, Stretch Arm Strong, The Suicide Machines, Unearth и Walls of Jericho.
После мирового тура в поддержку альбома Death to Tyrants Sick Of It All начали работать над новым материалом для следующего альбома. В августе 2009 вокалист Лу Коллер в интервью сказал, что группа начнет запись своего нового альбома Based on a True Story в ноябре 2009 года. Первый альбом Sick Of It All за четыре года был выпущен 20 апреля 2010 года. Sick Of It All также гастролировали в Австралии с Rise Against, чтобы поддержать их тур «Endgame» в 2011 году. Они также гастролировали в Великобритании с AFI и The Dear & Departed в апреле 2010 года.
К декабрю 2016 года Sick of It All приступили к работе над своим двенадцатым студийным альбомом Wake the Sleeping Dragon!. Он вышел 2 ноября 2018 года.

## Музыкальный состав
- Лу Коллер
 – вокал
- Пит Коллер
 – гитара
 – бэк-вокал
- Крэйг Сетари
 – бас
 – вокал на некоторых песнях
 – бэк-вокал
- Арман Маджиди
 – ударные

## Дискография

### Студийные альбомы
- Blood, Sweat and No Tears (1989)
- Just Look Around (1992)
- Scratch the Surface (1994)
- Built to Last (1997)
- Call to Arms (1999)
- Yours Truly (2000)
- Life on the Ropes (2003)
- Death to Tyrants (2006)
- Based on a True Story (2010)
- Nonstop (2011)
- Last Act of Defiance (2014)
- Wake the Sleeping Dragon! (2018)